# مودو جارجوئه
مودو جارجوئه (انگلیسی: Maudo Jarjué؛ زادهٔ ۳۰ سپتامبر ۱۹۹۷) بازیکن فوتبال اهل گینه بیسائو است.